# شیلداو
شهر شیلداو (به آلمانی: Schildau) در ایالت زاکسن در کشور آلمان واقع شده‌است.